# Fatou Jeng
Pour les articles homonymes, voir Jeng.
Fatou Jeng est une jeune militante pour le climat de Gambie, qui se concentre sur l'éducation, la conservation et la plantation d'arbres (en),,. En mars 2023, le Secrétaire général des Nations unies annoncé que Fatou et six autres personnes deviennent membres de son Groupe consultatif de jeunes sur le changement climatique afin de lui fournir des conseils pratiques et axés sur les résultats, diverses perspectives de jeunes et des recommandations concrètes, en mettant clairement l'accent sur l'accélération de la lutte contre le changement climatique. la mise en œuvre de son programme d’action climatique. Elle est reconnue internationalement en tant qu'organisatrice de l'action climatique des jeunes dans le pays, notamment en accueillant la Conférence nationale de la jeunesse sur le changement climatique,, coordinatrice nationale et membre du conseil d'administration mondial de Plant-for-the-Planet (en),, et une organisatrice de Fridays for Future. Elle est également modératrice, conférencière et personne-ressource pour plusieurs programmes nationaux et internationaux sur le changement climatique, notamment la COP23 et la COP24, la conférence de Bonn du Forum mondial des paysages en 2018, le Forum des jeunes d'Action pour l'autonomisation climatique (Climate Empowerment Youth Forum) 2018 et de nombreux autres engagements internationaux.
Jeng a également fondé l’organisation de jeunesse à but non lucratif Clean Earth Gambia. L'objectif de l'organisation est de sensibiliser aux problèmes liés à l'environnement, en particulier au changement climatique. En plus de travailler pour enseigner et former plus de 500 écoliers sur le changement climatique ainsi que sur les questions environnementales auprès des communautés locales.
En 2019, pour la toute première UNFCC YOUNGO, la délégation des jeunes aux négociations sur le climat, elle faisait partie des trente personnes sélectionnées. Lors de la Convention des Nations unies, elle joue un rôle moteur dans la soumission de politiques sur le genre et le changement climatique, ainsi que responsable des opérations politiques pour les femmes et le genre. Toujours en 2019, elle contribue à faciliter l’engagement des jeunes lors de la Semaine africaine du climat.
Elle est désignée la Youth of the Month gambienne de QTV Youth Dialogue en juin 2019 pour son plaidoyer en faveur du changement climatique, et elle est décrite par Whatson Gambia comme l'une des 30 jeunes Gambiens les plus influents. Le Country Office des Nations unies dans son pays d'origine, la Gambie, l'a décrite comme une « jeune militante pionnière pour le climat et une force motrice pour les propositions politiques sur le genre et le changement climatique » .
« Les femmes jouent un rôle fondamental dans les systèmes alimentaires locaux et sont des soignantes et des militantes, ce qui les place dans une position unique pour favoriser la résilience climatique à long terme. » Le plaidoyer de Fatou en faveur de l'inclusion du genre dans l'action climatique est essentiel au financement britannique de 165 millions de livres sterling pour faire progresser l'égalité des sexes dans l'action climatique, annoncé par le président de la COP27, Alok Sharma en novembre 2021.
En 2021, elle est reconnue comme l'un des 100 meilleurs jeunes leaders africains de la conservation par l'Alliance africaine des YMCA, l'African Wildlife Fund (en) et un ensemble d'autres organisations internationales à but non lucratif. Elle est présentée dans des interviews de la Convention-cadre des Nations unies sur les changements climatiques (CCNUCC), BBC, DW.

## Vie privée
Jeng étudie à l'université de Gambie et elle est la première femme présidente du syndicat étudiant de l'université,,. Elle est diplômée de l'université du Sussex où elle obtient une maîtrise en environnement, développement et politique.
Elle est mariée à Adama Njie et ensemble ils ont un fils, Muhammed A. Njie.